# Kawaji Toshiakira

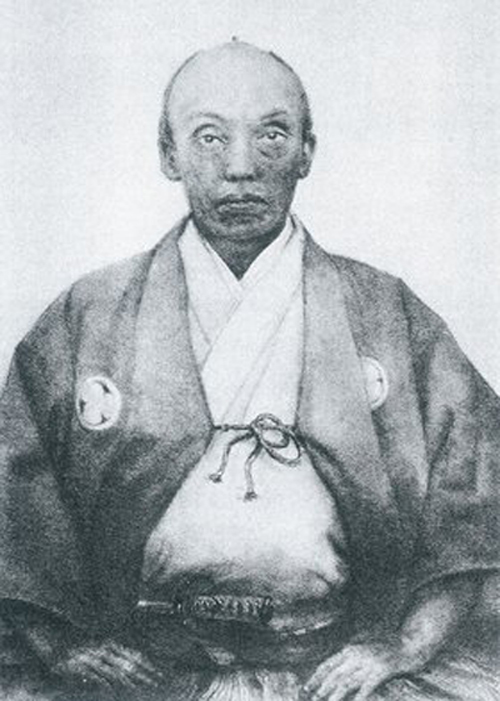
Kawaji Toshiakira

Kawaji Toshiakira (japanisch 川路 聖謨; geboren 6. Juni 1801 in Hita (Provinz Bungo, heute Präfektur Ōita); gestorben 7. April 1868) war ein japanischer Beamter des Tokugawa-Shogunats.

## Leben und Werk
Kawaji Toshiakira übernahm nach seiner Ausbildung Aufgaben unter verschiedenen Kommissaren (奉行, Bugyō) des Tokugawa-Shogunats. 1852 wurde er im Shogunat Kommissar für die Finanzen (勘定奉行, Kanjō Bugyō). Darüber hinaus wurde er mit der Planung und Durchführung Küstenverteidigung beauftragt. Im Jahr darauf wurde er nach Nagasaki gesandt, um mit dem russischen Admiral Pujatin zu verhandeln, der sich für die Öffnung Japans für Handelsbeziehungen bemühte. 1855 schloss er schließlich mit den Russen nach dem Modell des Handelsvertrag der Amerikaner den Vertrag von Shimoda ab. 1858 begleitete Kawaji Kanzler Hotta Masayoshi nach Kyōto, um die Zustimmung des Kaisers für einen Vertrag mit Harris zu erreichen, was aber misslang.
Kawaji wurde von Kanzler Ii Naosuke 1859 unter Hausarrest gestellt, da er die Gruppe unterstützt hat, die bei der Wahl der Nachfolge des Shōguns verloren hatte. Nach Iis Ermordung 1860 konnte er seine Tätigkeit wieder aufnehmen. Als Kommissar für Auswärtige Angelegenheiten (Gakoku Bugyō, 外国奉行) wirkte er am Ausbau der Außenpolitik des Shogunats mit.
1868, im Boshin-Krieg, kam es am 6. April zur Übergabe der Burg Edo, Sitz des Shoguns, an die kaiserlichen Truppen. Einen Tag später nahm sich Kawaji das Leben.